# Byteatern
Byteatern, även Byteatern Kalmar Länsteater, är Kalmar läns länsteater. Teaterns lokaler ligger på Barlastgatan i hamnen i Kalmar.

## Historia

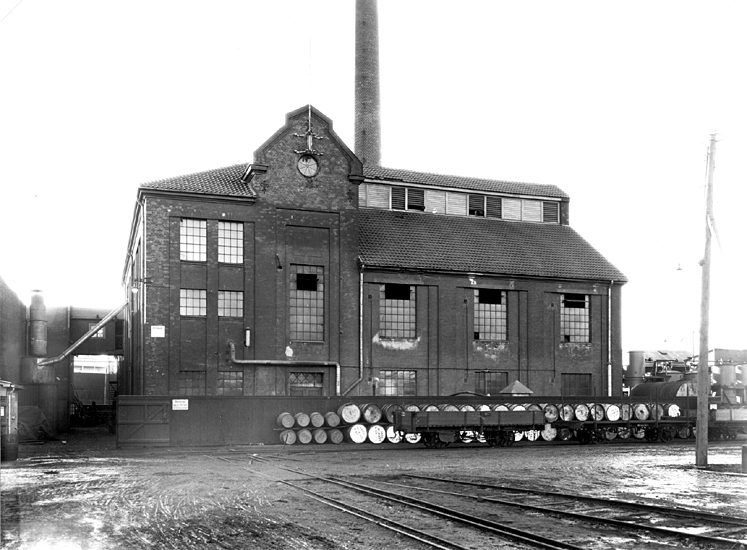
Oljefabriken på Barlastholmen 1931 där Byteatern har sina lokaler idag.

### Teatergrupp
Byteatern har sitt ursprung i ett specialprojekt, Resa till by, av några konststuderande unga människor i Stockholm – Anders och Magnus Lönn, Bodil Göransson, Gunilla Pantzar och Ann Granhammer – vilka från och med 1971 genomförde en seglats med galeasen M/S Helene längs svenska kuster med ett blandat och samhällsengagerat utbud av bokcafé, musik, film och dockteater och därefter blev den fria teatergruppen Byteatern, som efter några års kringflackande slog sig ner i Kalmar. 
År 1979 utgjordes Byteatern av Peter Bryngelsson, Ann Granhammer, Bodil Göransson, Maria Hartman, Bertil Hertzberg, Anders Lönn, Magnus Lönn, Peder Nabo, Gunilla Pantzar, Lars Sonnesjö och Henrik Strindberg.

### Teaterhus
År 1982 kunde man med kommunalt stöd flytta in i de befintliga hamnlokalerna, där man sedan dess bedrivit en regelbunden verksamhet på två scener, omfattande turnéverksamhet och internationellt utbyte med olika former av experimenterande teater för vuxna, barn och unga samt sin särskilda dockteaterform. Till verksamheten hör även en publik medlemsförening.

### Länsteater
År 1992 utsågs teatern att bli Kalmar läns teater. Byteatern Kalmar Länsteater spelar på uppdrag av Landstinget i Kalmar län och Statens Kulturråd med stöd av Kalmar kommun. Åren 2017–2019 genomfördes en större renovering, utbyggnad och tillbyggnad av teaterns lokaler.

## Priser och utmärkelser
- 1986: Prix d'Assitej
- 1987: Teaterkritikernas barnteaterpris
- 1987: Kalmar kommuns kulturpris
- 1990: Utbildnings- och kulturnämndens stipendium, Landstinget i Kalmar län
- 1991: Aftonbladets/ABF:s kulturpris
- 1993: Certificate of Appreciation, Rotary[2]

Teatern har blivit utvald att delta i Svenska Teaterbiennalen tre gånger och Svenska Dansbiennalen en gång.

## Källhänvisningar